# 草原狐
草原狐（英語：Swift Fox；学名：Vulpes velox），是一种小型的棕黄色狐狸，主要栖息在北美洲的西部草原，如科罗拉多州、新墨西哥州和得克萨斯州。它们也栖息在加拿大的曼尼托巴省、萨斯喀彻温省和阿尔伯塔省——它们曾一度被学者认为已在这些地方灭绝。

## 概述
草原狐与北美狐（kit Fox）有着紧密的联系，这两个物种通常认为是同一个狐狸亚种，因为在它们共同居住的地方经常出现两个物种的杂交。
草原狐有黑色、浅灰色或黄褐色的皮毛，颈部、胸部和腹部由白色到浅黄，尾巴是黑色的，嘴部有黑色的斑点，耳朵明显地大。高大约有30cm，长大约79厘米（从头顶到尾尖），大小相当于一只家猫，重5到7磅（1磅等于0.4536千克）。雄性和雌性草原狐的外表差不多，但雄性相对大一点。
草原狐主要生活在北美的短草草原（short-grass prairies）以及沙漠地区。
和很多犬科动物一样，草原狐也是一种杂食动物，进食草和水果，以及小型哺乳动物、腐肉和昆虫。野生草原狐的寿命一般为3到6年，不过被俘后它们有可能活到 14年。它们每年繁殖一次，由于生活区域的不同，繁殖时间也出现差异，一般为为每年的12月到下一年的3月。幼狐出生于3月到5月中旬，母狐可以在任何地方生下她们的孩子。6至7周岁后，幼狐开始断奶。
它们只会在夜间行动，白天只是在洞穴中。草原狐比其他北美犬科动物更加依赖洞穴，因为它们需要用来躲避食肉动物——这些洞穴通常有2到4米长。草原狐奔跑很快，时速超过31英里（50公里/小时）。郊狼是它们的主要天敌，其他天敌有括獾、鹫、山猫等。
在遗传基因上，草原狐与北美狐有着紧密的联系，但它们生存的地理范围不同，历史上这两种生物一直被视为同一物种。北美狐比草原狐略小，而且前者有着一个窄长的鼻子。然而，在它们共同的生存地区发现的杂交品种，使一些哺乳动物学家将它们划分为同一个物种的两个不同的亚种，一般都将它们统称为“Vulpes velox”。来自于分子遗传学的证据并不充分，但其中一些信息被用来研究它们之间分离开来的物种。

## 保護現狀
- 草原狐曾经是一个严重的濒危物种。
- 1938年，这种动物在加拿大灭绝
- 1983年，经过引入后，重新出现在加拿大。
- 1999年5月，加拿大濒危物种法把草原狐列为濒危物种
- 1995年，美国鱼类和野生动物局把草原狐加入濒危名单
- 现在，草原狐在美国的种群数量保持稳定，不再被视为濒危。国际自然保护联盟濒危物种红色名录（IUCN 红色名录）已将草原狐的保护级别调整为“无危”（LC, Least Concern）。